# Седма мотострелкова дивизия
Седма мотострелкова дивизия е бивше военно съединение от българската армия.

## История
Дивизията е наследник на трета пехотна балканска дивизия, предислоцирана в Ямбол през 1945 г. Щабът на дивизията е преместен от Ямбол в Елхово, за да освободи място на новосъздадения четвърти отделен стрелкови корпус. На 13 ноември 1950 г. е преименувана на седма мотострелкова дивизия „Ф. И. Толбухин“. Нейните полкове също са преименувани: 11-и пехотен сливенски полк на 12-и стрелкови полк, 29-и ямболски на 33-ти стрелкови полк, трети дивизионен артилерийски полк на 20-и оръдеен артилерийски полк. През юни 1956 г. отново е върната в Ямбол след закриването на корпуса. През 1958 г. в състава на дивизията са включени частите от разформированата 24-та стрелкова дивизия. Разформирована е окончателно през 2008 г.

## Състав към 1958 г.
- Дванадесети стрелкови полк – Елхово
- Петдесет и трети стрелкови полк – Грудово
- Осемдесет и втори стрелкови полк – Ямбол
- 20-и оръдеен артилерийски полк – Ямбол
- 42-ти самоходен танков полк – Ямбол

## Състав към 1996
- Щаб на дивизията – Ямбол (под. 24200)
- Дванадесети мотострелкови полк – Елхово (под. 24260)
- Осемдесет и втори мотострелкови полк – Ямбол (под. 22290)
- Петдесет и трети мотострелкови полк – Грудово (под. 22210)
- Първи мотострелкови батальон – Болярово (под. 18930)
- Петдесети зенитно-ракетен полк – Бояново (под. 38220)
- Седми отделен реактивен дивизион – Бояново (под. 36230)
- Седми противотанков дивизион – Ямбол
- Реактивен дивизион – Ямбол
- 7-и разузнавателен батальон – Елхово (под. 34290)
- Свързочен батальон – Ямбол (под. 34280)
- Инженерно-сапьорен батальон – Бояново (под. 34210)
- Отделна рота за химическа защита – Ямбол (под. 32270)
- Автотранспортен батальон – Ямбол (под. 32280)
- Ремонтно-възстановителен батальон – Ямбол (под. 28280)
- Медицински батальон – Ямбол
- Четиринадесети картечно-артилерийски батальон – Раздел (под. 60480)
- Петнадесети картечно-артилерийски батальон – Мамарчево (под. 70490/38660)
- Шестнадесети картечно-артилерийски батальон – Ружица
- Четиридесет и втори танков полк – Ямбол (под. 26460)
- Двадесети артилерийски полк – Ямбол (под. 38210)
- Дивизионни складове

## Командири
Званията са към датата на заемане на длъжността:
- Добри Джуров – (март 1948 – януари 1949)
- Панайот Каракачанов – (януари 1949 – 1950)
- Демир Борачев – (ноември 1950 – ноември 1951)
- полковник Мирчо Стойков – (декември 1951 – декември 1953)
- полковник Атанас Русев – (1953 – 1955)
- полковник Мирчо Стойков – (януари 1955 – март 1957)
- полковник Никола Грънчаров – (8 март 1957 – 1962)
- полковник Цаньо Бакалов – (1962 – 1964)
- Панайот Ст. Панайотов – (1964 – 1966), временно изпълняващ длъжността командир
- Борис Карамфилов – (1966 – 1972)
- Марин Маринов – (1972 – 1973)
- полковник Гочо Гочев – (1973 – 1978)
- полковник Теньо Запрянов – (14 ноември 1978 – 9 октомври 1981)
- полковник Пею Янчев – (1980 – 1981), временно изпълняващ длъжността командир
- полковник Панайот Панайотов – (1981 – 1982)
- полковник Иван Янакиев – 80-те години
- полковник Цветан Тотомиров – (1986 -1987)
- полковник Лазар Новаков – (1988 – 1989), временно изпълняващ длъжността командир
- полковник Ганчо Денев – (1989 – 1991)
- полковник Георги Георгиев – (1991 – 1993)
- полковник Тодор Тодоров – (1993 – 1995)
- полковник Кирчо Куртев – (от 1995 до 1 септември 1997 г.)
- полковник Никола Славев – (от 1 септември 1997 г. – 7 юли 2000)
- Иван Томанов – (от 2002)

### Командири на артилерията
- полковник Марин Мермерски 3 септември 1959 – 25 октомври 1961

## Наименования
- Трета стрелкова дивизия (1950 – 13 ноември 1950)
- Седма стрелкова дивизия „Ф. И. Толбухин“ – (от 13 ноември 1950 г.)
- Седма мотострелкова дивизия „Ф. И. Толбухин“ – (от 1959 г.)
- Седма мотострелкова дивизия (до 1998 г.)
- Седма моторизирана балканска бригада (1998 – 2002)
- Седма мобилизационна база (2002 – 2008)